# Диляки
Диляки (пол. Dylaki) — село в Польщі, у гміні Озімек Опольського повіту Опольського воєводства.
Населення — 1204 особи (2011).

## Демографія
Демографічна структура станом на 31 березня 2011 року:
|          | Загалом | Допрацездатний вік | Працездатний вік | Постпрацездатний вік |
| -------- | ------- | ------------------ | ---------------- | -------------------- |
| Чоловіки | 557     | 82                 | 400              | 75                   |
| Жінки    | 647     | 80                 | 418              | 149                  |
| Разом    | 1204    | 162                | 818              | 224                  |